# Pokal federacij 1994/95 (hokej na ledu)
Pokal federacij 1994/95 je bil prvi Pokal federacij v hokeju na ledu, ki je potekal med 11. novembrom in 29. decembrom 1994. Pokal je osvojil klub Salavat Julajev Ufa, ki je v finalu premagal HC Pardubice. Finalni del pokala je potekal v ljubljanski dvorani Hala Tivoli. 

## Prvi del

### Skupina A
(Oświęcim, Poljska)

#### Polfinale
| 1. klub             | Rezultat | 2. klub                   |
| ------------------- | -------- | ------------------------- |
| Salavat Julajev Ufa | 21:1     | KHL Medveščak Zagreb      |
| KS Unia Oświęcim    | 3:2      | Alba Volán Székesfehérvár |

#### Za tretje mesto
| 1. klub                   | Rezultat | 2. klub              |
| ------------------------- | -------- | -------------------- |
| Alba Volán Székesfehérvár | 13:2     | KHL Medveščak Zagreb |

#### Finale
| 1. klub          | Rezultat | 2. klub             |
| ---------------- | -------- | ------------------- |
| KS Unia Oświęcim | 2:10     | Salavat Julajev Ufa |

### Group B
(Poprad, Slovaška)

#### Polfinale
| 1. klub      | Rezultat | 2. klub             |
| ------------ | -------- | ------------------- |
| HC Pardubice | 12:2     | HK Polytekhnic Kyiv |
| ŠKP Poprad   | 20:1     | SC Miercurea Ciuc   |

#### Za tretje mesto
| 1. klub             | Rezultat | 2. klub           |
| ------------------- | -------- | ----------------- |
| HK Polytekhnic Kyiv | 6:5      | SC Miercurea Ciuc |

#### Finale
| 1. klub    | Rezultat | 2. klub      |
| ---------- | -------- | ------------ |
| ŠKP Poprad | 4:5      | HC Pardubice |

### Skupina C
(Beograd, Srbija)

#### Polfinale
| 1. klub           | Rezultat | 2. klub          |
| ----------------- | -------- | ---------------- |
| HK Bulat Temirtau | 12:1     | HK Sofija Levski |
| HK Partizan       | 5:1      | HK Vojvodina     |

#### Za tretje mesto
| 1. klub      | Rezultat | 2. klub          |
| ------------ | -------- | ---------------- |
| HK Vojvodina | 2:4      | HK Sofija Levski |

#### Finale
| 1. klub     | Rezultat | 2. klub           |
| ----------- | -------- | ----------------- |
| HK Partizan | 4:2      | HK Bulat Temirtau |

## Finalni del
(Ljubljana, Slovenija)

### Polfinale
| 1. klub        | Rezultat | 2. klub             |
| -------------- | -------- | ------------------- |
| HC Pardubice   | 6:1      | HK Partizan         |
| Olimpija Hertz | 1:7      | Salavat Julajev Ufa |

### Za tretje mesto
| 1. klub        | Rezultat | 2. klub     |
| -------------- | -------- | ----------- |
| Olimpija Hertz | 12:0     | HK Partizan |

### Finale
| 1. klub             | Rezultat | 2. klub      |
| ------------------- | -------- | ------------ |
| Salavat Julajev Ufa | 4:1      | HC Pardubice |